# Voormalig postkantoor (Edam)
Het voormalig post- en telegraafkantoor op de hoek van de Hoogstraat en het Damplein in het van rijkswegen bechermd stadsgezicht van Edam is een voormalig postkantoor ontworpen in eclectische stijl met invloeden van de neorenaissance. Het pand is ontworpen door rijksbouwmeester C.H. Peters. Bij het postkantoor hoort ook nog de directeurswoning in de Hoogstraat en in het pand zelf bevinden zich ook woningen op de verdieping.
Het postkantoor staat met de westelijke zijgevel, vanaf de Dam gezien de rechtergevel, tegen de voormalige boterhal.

## Geschiedenis
Omdat in 1886 de gemeente Edam om een gezamenlijk post- en telegraafkantoor vroeg, besloot het Ministerie van Waterstaat, Handel en Nijverheid tot de bouw van een Verenigd Post- en Telegraafkantoor. Burgemeester Calkoen heeft na een persoonlijk gesprek met rijksbouwmeester Peters aangegeven welke locaties er mogelijk geschikt waren. Peters heeft echter zelf aangegeven dat voor hem alleen de locatie aan de Hoogstraat (op de hoek met het Damplein) tot de mogelijkheden behoorde. Op deze plek stond op dat moment nog een gymnastieklokaal en de fröbelschool (voorloper van de kleuterschool), welke geheel gesloopt zou moeten worden. In juni 1888 werd begonnen met de sloop van de bestaande gebouwen.
Tussen 1893 en 1911 werd het postkantoor afwisselend, namelijk afhankelijk van het aantal verrichte handelingen, in de 6e (5 keer) en de 7e klasse (4 keer) ingedeeld. In 1932 werd het hoofdpostkantoor gedegradeerd tot hulppostkantoor, wat resulteerde in een verbouwing van het interieur. Vanaf 1962 werd het postkantoor ondergebracht bij het hoofdpostkantoor in Volendam. In 1999 werd besloten het postkantoor geheel te sluiten. Op 15 september van dat jaar werd het gebouw aangewezen als rijksmonument.

## Exterieur
Het pand is gebouwd op een onregelmatig U-vormig grondplan, met een onregelmatige hoofdvorm. Het geheel is uit rode bakstenen opgetrokken en staat op een plint van dezelfde maar wel geglazuurde stenen. Voor de voorgevel liggen ook twee hardstenen trappen. Rechts voor een houten paneeldeur en links voor twee paneeldeuren. Alle drie de deuren hebben bovenlichten bestaande uit drie rondboogvensters in een gemetselde omlijsting. De dorpels zijn, net als de trappen, van hardsteen. De dorpels zijn allemaal van hardsteen. De twee topgevels lopen door tot en met de dakrand, waarin ook twee speklagen doorlopen. Hierbij zijn alleen de twee gevels aan de straatzijden rijker versierd. In de dakranden zijn ook schouders opgenomen. De speklagen zijn van zandsteen en lopen door in de toren. Aan de Hoogstraatzijde is het gebouw twee bouwlagen hoog met een zadeldak waarin de zolder van de woning zich bevindt. De nok loopt evenwijdig aan de Hoogstraat. Aan de kant van de Dam, de vijf vensterassen brede voorgevel, is het gebouw eveneens twee bouwlagen hoog. Ook deze vleugel heeft een zadeldak. Aan de straatzijdes zijn dakkapellen geplaatst. Op de dakkapellen zijn steekkappen met gebogen voorzijde. Op de punten staan zinken pironnen. Aan de zuidwestelijke gevel is op latere datum een uitbouw van één bouwlaag met plat dank geplaatst. Het pand kent nauwelijks neogotische details, zoals Peters die wel heeft opgenomen in het voormalig postkantoor van Haarlem. Op de noordwestelijke hoek is een vierkante toren geplaatst met een hoog tentdak. Voor de toren bevindt zich een overdekt balkon, of loggia, met een balustrade gemaakt van balusters en onder een lezenaarsdak. De vensters aan de achterzijde zijn voorzien van gemetselde dorpels. De hier gebruikte bakstenen zijn, net als de stenen in de plint, geglazuurd.
De omlijsting van de (blinde) vensters is geprofileerd, bij de vensters en deuren zijn segmentbogen aangebracht, waarin aanzet- en boog- en sluitstenen zijn geplaatst. Onder de segmentbogen zijn boogvelden met daarin mozaïekwerk geplaatst. Het mozaïek bestaat uit verschillend gekleurde bakstenen en zandsteen. In de gevel zijn ook sierankers verwerkt. Deze sierankers zijn zodanig vormgegeven, dat zij op bloemmotieven lijken.
De gemetselde dakgoot is geplaatst op eveneens gemetselde consoles. Op het dak liggen opnieuw verbeterde Hollandse pannen en op de toren, de dakkapellen en boven het balkon liggen leien. Het bordes voor de ingang is niet origineel.
Achter de toren staat in het zuidoostelijke bouwdeel een uit eerdere speklagen opgebouwde schoorsteen. De schoorsteen staat in een hoek van 45 graden op de muren en steekt ook deels uit de muur aan de straatzijde. De voet van de schoorsteen vormt tevens de scheidslijn tussen te zuidelijke vleugel en de uitbouw. De muur van de uitbouw heeft aan de straatzijde T-vensters. Aan de achterzijde is een stenen schutting met poort aan de Hoogstraat gebouwd.